# Wanis al-Qaddafi
Wanis al-Qaddafi (22 de novembro de 1922 - 21 de dezembro de 1986) foi primeiro-ministro da Líbia de 4 de setembro de 1968 a 31 de agosto de 1969, quando seu governo foi derrubado pelo seu parente Muammar Gaddafi.